# Kerkhof van Spiere
Het Kerkhof van Spiere is een gemeentelijke begraafplaats in het Belgische dorp Spiere in West-Vlaanderen. Het kerkhof ligt in het dorpscentrum rond de Sint-Amandus en Heilig Hartkerk. Het terrein ligt hoger dan het straatniveau en wordt deels afgebakend door een muur of een haag.

## Britse militaire graven
Op het kerkhof liggen 9 Britse militaire graven met gesneuvelden uit de Eerste Wereldoorlog. Zij kwamen om tijdens het geallieerde eindoffensief in oktober 1918 en werden na de wapenstilstand tegen de noordwestelijke rand van het kerkhof begraven. De graven worden onderhouden door de Commonwealth War Graves Commission en zijn daar geregistreerd als Spiere (Espierres) Churchyard.

### Onderscheiden militair
- soldaat F. Mackenzie van het London Regiment (London Scottish) werd onderscheiden met de Military Medal (MM).